# Laisvall by
Laisvall by is een gehucht binnen de Zweedse gemeente Arjeplog. Het is gelegen aan het Laisan en Laisälven, ongeveer 4 kilometer ten zuiden van Laisvall. Bij een eerdere telling in 2000 had het met 55 inwoners nog voldoende inwoners om tot dorp (småort) gerekend te worden, echter door ontvolking van het gebied haalt het die aanduiding in 2005 niet meer.
Bestuurscentrum: Arjeplog (tätort)
Småort: Laisvall · Slagnäs
Overig: Adolfström · Gautosjö · Hällbacken · Jäkkvik · Kasker · Kurrokvejk · Laisvall by · Luokta-Mavas · Maskaur · Mellanström · Miekak · Örnvik · Racksund · Semisjaur-Njarg · Ståkke · Svaipa · Tjärnberg · Västra Kikkejaur